# 新未來城
新未來城（阿拉伯语：نيوم，漢志阿拉伯語發音：[nɪˈjo̞ːm]，英文常作NEOM）是沙特阿拉伯塔布克省一項規生態城市與智慧城市建設計劃，由王儲穆罕默德·本·薩勒曼於2017年啟動。項目選址於紅海北端，毗鄰亞喀巴灣，與埃及隔海相望，南接約旦邊境，總規劃面積達26,500 km2（10,200 sq mi）。核心構想包含漂浮工業區、全球貿易中心、觀光度假區，以及全長170公里的線型智慧城「The Line」——該城宣稱將完全依賴可再生能源運作，並整合自動駕駛、人工智慧管理等尖端技術。
沙特政府預期NEOM可創造46萬個就業機會，並為國內生產總值貢獻480億美元。2019年1月29日，沙特阿拉伯宣布注資5000亿美元成立一家名为NEOM的封闭式股份公司。这家由沙特的主权财富基金沙烏地阿拉伯公共投資基金全资拥有的公司負責开发新未來城的经济開發区然而項目自啟動以來爭議不斷，包括強制遷移當地胡懷塔特部落居民，據報已有村莊遭夷平，甚至發生安全部隊與原住民的致命衝突。2024年BBC報導指，至少3名部落成員因抵抗遷移被判死刑，聯合國人權專家對此表達嚴重關切。
項目原定分階段完工，首期目標2020年啓用，2025年完成擴建，但實際進度大幅延宕。截至2022年7月，僅建成兩座結構體；2024年首個完工的子項目「辛達拉」（Sindalah）較預期遲3年落成，成本超支達3倍。內部審計報告揭露管理層存在「蓄意操縱數據」等問題，而總成本估值已從初始5,000億美元飆升至8.8兆美元（相當於沙國25年財政預算總和）。儘管經濟部長費薩爾·阿爾易卜拉欣否認縮減規模，但《華爾街日報》2025年調查指出，標誌性工程The Line實際僅完成2.4公里。
NEOM子公司ENOWA於2020年代積極布局全球碳市場，計劃2030年前供應3,000萬公噸碳權。學術期刊《Sustainability》2023年研究認為，該項目可作為規劃城市經濟可行性的試驗場，但BBC等媒體持續質疑其環保承諾與技術可行性，尤其在水資源稀缺的沙漠地帶實現零碳排的現實挑戰。